# Mao Hải Phong
Mao Hải Phong (chữ Hán: 毛海峰, ? – 1558) còn có tên là Mao Liệt (毛烈) hay Vương Ngao (王滶) thủ lĩnh cướp biển đời Minh, con nuôi của Vương Trực (tức Uông Trực).

## Cuộc đời
Cha là Mao Tương, anh là Mao Minh đều là Tú tài xuất thân. Mao Minh buôn lậu thuốc nổ của quân đội, nên Hải Phong từ nhỏ đã học được cách dùng binh khí phương tây. Ông bái Uông Trực làm cha.
Hồ Tông Hiến phái Tưởng Châu, Trần Khả Nguyện đi sứ Nhật Bản, giao thiếp với Hải Phong, thông qua ông để chiêu dụ Uông Trực. Đầu tháng 3 năm Gia Tĩnh thứ 35 (1556), Hải Phong đưa hạm đội về Trung Quốc. Khi Uông Trực bị bắt, ông giết chết con tin Hạ Chánh mà Hồ Tông Hiến gởi đến, cố thủ ở Sầm Cảng thuộc Chu Sơn, lớn tiếng đòi báo thù cho Uông Trực. Tổng binh Du Đại Du tấn công mãi không hạ nổi, đến mùa xuân năm thứ 37 (1558), tham tướng Thích Kế Quang tập kích tiêu diệt được Hải Phong.